# Rathaus Tiergarten
Das Rathaus Tiergarten am Mathilde-Jacob-Platz im Ortsteil Moabit ist der Hauptsitz des Bezirksamts Mitte von Berlin und eines seiner drei Bürgerämter. Hier haben die Bezirksbürgermeisterin und ein Teil der Bezirksstadträte ihre Büros. Die Bezirksverordnetenversammlung tagt hingegen im Rathaus Mitte. Zusammen mit der dahinter liegenden Arminiusmarkthalle bildet das Gebäude das städtische Zentrum Moabits. Das 1936–1937 errichtete Gebäude steht unter Denkmalschutz.

## Geschichte
Stadtbaudirektor Richard Ermisch entwarf den fünfgeschossigen Bau, die Errichtung am früheren Arminiusplatz besorgte das Hochbauamt Tiergarten von 1935 bis 1937. 1941 wurden sechs zusätzliche Büroräume angefügt. Mit dem Ehrenhof, der Natursteinverblendung, dem Satteldach, dem vorgezogenen Portikus sowie dem damals üblichen „Führerbalkon“ gestaltete Ermisch das Gebäude in der Formensprache der Architektur im Nationalsozialismus.  Nach der Einführung des „Führerprinzips“ benötigte man nur noch Verwaltungsräume,  während Räumlichkeiten für die kommunale Selbstverwaltung  entfallen konnten. Mit diesem Rathaus verlor Moabit nicht nur einen zentralen Platz an diesem Ort: Das Bauwerk repräsentierte auch den nationalsozialistischen Herrschaftsanspruch in diesem einst von der Arbeiterbewegung geprägten Stadtteil. Erst nach dem Zweiten Weltkrieg ließ der Bezirk Tiergarten 1952–1953 den Bezirksverordnetensaal anfügen.
Im Zweiten Weltkrieg wurden Teile des Westflügels und des Hauptflügels zerstört, andere Bauteile trugen nur leichte Beschädigungen davon. Die Kriegsschäden wurden ab 1948 behoben und 1951 gleichzeitig mit der Umgestaltung der Vorhalle am Haupteingang abgeschlossen. Im Juni 1952 wurde der Anbau eines Sitzungssaals begonnen und im März 1953 fertiggestellt und eingeweiht. Als Architekten gelten entweder Karl Fritz oder Franz Rogge und Oberbaurat Schumann. Bis zum Mauerfall und darüber hinaus bis zur Bezirksreform 2001 diente es als Sitz der Verwaltung des Bezirks Tiergarten, seitdem ist es offizieller Verwaltungssitz des aus den Alt-Bezirken Mitte, Tiergarten und Wedding vereinigten Bezirks Mitte. Ein Teil der Ämter des Bezirksamtes befinden sich aber im Rathaus Wedding und im Rathaus Mitte, wo auch die Bezirksverordnetenversammlung tagt.